# Toyota New Zealand
Toyota New Zealand ist ein neuseeländischer Automobilhändler und ehemaliger Automobilhersteller mit Sitz in Palmerston North. Es ist eine Tochtergesellschaft von Toyota.

## Geschichte
Im Jahr 1946 wurde F. Butler Limited gegründet. Dieses Unternehmen wurde 1965 in Consolidated Motor Industries Limited und 1970 in Consolidated Motor Distributors Limited (CMD) umbenannt. Bereits im Januar 1966 hatte Toyota eine Geschäftsbeziehung zu diesem Unternehmen hergestellt. Im Februar 1967 begann die Montage des Toyota Corona bei Steels Motor Assemblies (SMA). Im April 1968 kam die Produktion des Toyota Corolla bei Campbell Industries Limited (CIL) hinzu. Bei Campbell war bereits seit 1966 der Hino Contessa 1300 montiert worden.
Im Februar 1977 erwarb Toyota eine 20%ige Beteiligung an CMD, das wiederum SMA und CIL übernahm. Die drei Unternehmen wurden zu Toyota New Zealand (TNZ), TNZ Christchurch und TNZ Thames. Im Jahr 1979 wurde Toyota New Zealand gegründet.
Im März 1987 wurde TNZ zu einer mehrheitlichen und im Juni 1992 zu einer 100%igen Tochtergesellschaft von Toyota. Im September 1996 wurde das Werk in Christchurch geschlossen, im Oktober 1998 beendete das Werk Thames seine Montagetätigkeit. Wichtigster Grund dafür waren die sinkenden Importzölle für Neufahrzeuge. Das Werk in Thames wird seit der Schließung für die Aufbereitung der importierten Fahrzeuge verwendet.
Seit 1978 ist Toyota Marktführer in Neuseeland (Stand 2015).

## Modelle
Aus CKD-Bausätzen wurden in Christchurch und Thames die Modelle Corolla, Corona, Crown, Hilux, LiteAce und Hiace produziert. Ebenso wurden bei Toyota Australia hergestellte Fahrzeuge importiert (ab Mai 1985 Corona Kombi, gefolgt vom Toyota Camry ab Juni 1987).